# لوسیا هریارت
لوسیا هریارت (اسپانیایی: Lucía Hiriart‎; زاده ۱۰ دسامبر ۱۹۲۳ – درگذشته ۱۶ دسامبر ۲۰۲۱) سیاستمدار، و بانوی اول اهل شیلی بود.
لوسیا هریارت در ۱۶ دسامبر ۲۰۲۱، بعد از یک دوره طولانی بیماری در سن ۹۸ سالگی درگذشت.